# 1998 DK36
1998 DK36 est un astéroïde proche de la Terre mesurant 30 mètres. Il pourrait être le premier astéroïde Atira (apohele) — un astéroïde toujours plus proche du Soleil que la Terre — détecté. Il a été observé pour la première fois le 23 février 1998 par David J. Tholen à l'Observatoire du Mauna Kea, à Hawaï, mais est maintenant considéré comme une planète mineure perdue,.
Bien que ses éléments orbitaux ne soient pas bien établis, son aphélie (la distance la plus éloignée du Soleil) a été déterminée comme étant inférieure à la distance de la Terre au Soleil (0,980 ± 0,05 unité astronomique). Par conséquent, il revendique le titre de « premier apohele détecté » (pas de « premier apohele confirmé », titre qui revient à (163693) Atira). On estime que cet astéroïde mesure 30 mètres de diamètre sur la base de sa magnitude absolue de 25,0 et d'un albédo supposé de 0,20, typique des astéroïdes pierreux de type S et courant parmi les objets proches de la Terre.  